# Aleksandr Petrovich Sumarokov
Aleksandr Petrovich Sumarokov (tiếng Nga: Алекса́ндр Петро́вич Сумаро́ков, 25 tháng 11 năm 1717 – 12 tháng 10 năm 1777) – nhà thơ, nhà văn, nhà viết kịch Nga.

## Tiểu sử
Aleksandr Sumarokov sinh ra trong một gia đình quý tộc lâu đời ở Saint Petersburg. Từ bé đến năm 15 tuổi chỉ học ở nhà. Từ năm 1732 đến 1740 học ở trường bộ binh và đã làm thơ từ đây. Tốt nghiệp trường này năm 1740, Sumarokov phục vụ trong quân đội Nga hoàng. Aleksandr Sumarokov bắt đầu nổi tiếng kể từ khi in vở kịch thơ Хорев năm 1747. Năm 1756 được cử làm giám đốc nhà hát và thường xuyên viết các vở kịch cho nhà hát. Những năm 1755 – 1758 ông là cộng tác viên tích cực của tạp chí Ежемесячные сочинения. Năm 1759 thành lập tạp chí Трудолюбивая пчела, là tờ tạp chí tư nhân đầu tiên ở Nga. Từ 1762 đến 1769 ông in nhiều tập truyện ngụ ngôn, từ 1769 đến 1774 – in nhiều tập thơ.
Sáng tạo của Sumarokov đạt đến đỉnh cao trong thời cầm quyền của Nữ hoàng Ekaterina II của Nga. Mặc dù được các nhà quý tộc ủng hộ và tài trợ, được độc giả khen ngợi nhưng Sumarokov cho rằng công lao của ông chưa được đánh giá đúng mức. Ông thường than phiền về kiểm duyệt và trình độ thưởng thức của công chúng. Năm 1761 ông mất quyền lãnh đạo nhà hát. Năm 1769 ông chuyển về sống ở Moskva, không còn có sự tài trợ như trước. Ông tỏ ra thất vọng và sa vào nghiện ngập. Ông mất ngày 12 tháng 10 ở Moskva.

## Tác phẩm
Thơ, văn:
- Соч.: Полн. собр. всех соч. в стихах и прозе, 2 изд., ч. 1—10, М., 1787;
- Стихотворения. [Вступ. ст. П. Н. Беркова], Л., 1953;
- Избр. произв. [Вступ. ст. П. Н. Беркова], Л., 1957.

Kịch:
- Хорев, 1747
- Гамлет, 1748
- Лжедмитрий, 1771
- Мстислав, 1774
- Прессотинус, 1750
- Чудовища, 1750
- Опекун, 1765
- Вздорщицы, 1772
- Роговец по воображении, 1772

## Một số bài thơ
| Sonnet Đừng lãng phí thời gian, ơi người đẹp Thiếu tình yêu tất cả chỉ phù vân Hãy thương tiếc, đừng để mất vẻ đẹp Sau khỏi sầu vì đã mất thời gian. Em hãy yêu, khi tim còn say đắm Tuổi trẻ qua, em sẽ chẳng là em. Dạo vườn xuân và trời thu u ám Hãy kết hoa thành vương miện cho mình. Em hãy để ý bông hoa màu hồng Khi cánh hoa đã phai tàn, héo úa Sắc đẹp cũng như hoa vậy thôi em. Đừng phí thời gian một khi còn trẻ Hãy nhớ rằng đến lúc chẳng ai nhìn Như hoa hồng kia, khi đà quá lứa. Hơi thở của ta hãy bay đến người yêu Hãy tả nỗi buồn đau, nói rằng ta chịu đựng Hãy ở trơng tim nàng, làm dịu ánh mắt kiêu hãnh Và sau đó rồi hãy quay trở về đây Nhưng hãy mang về cho ta một tin vui Hãy nói rằng cho ta vẫn còn hy vọng Ta có thể chịu đựng lâu, không ai oán Người đẹp có nhiều nhưng người khác tìm đâu. Bài ca Em làm khổ con tim Hy vọng em trao anh Nhưng rồi em thay đổi Niềm hy vọng tan tành. Niềm vui đã không còn Vì em ta khốn khổ Lẽ nào đem xử tử Vì ta vẫn yêu em? Ta khát khao, mệt mỏi Hãy nhìn nỗi buồn thương Người yêu ơi hãy nhìn Nước mắt ta tuôn chảy. Ta căm thù ngày sáng Đi ngủ với nỗi buồn Thấy em trong giấc mộng Ta tỉnh dậy, kêu lên. Chịu đựng những cơn đau Tình yêu ta gìn giữ Những giây phút ngọt ngào Giờ đây không còn nữa. Ta sẽ không tính sổ Những niềm vui cho mình Dù rằng ta muôn thuở Sẽ vẫn nhớ về em. Bản dịch của Nguyễn Viết Thắng | СОНЕТ Не трать, красавица, ты времени напрасно, Любися; без любви всё в свете суеты, Жалей и не теряй прелестной красоты, Чтоб больше не тужить, что век прошел несчастно. Любися в младости, доколе сердце страстно: Как младость пролетит, ты будешь уж не ты. Плети себе венки, покамест есть цветы, Гуляй в садах весной, а осенью ненастно. Взгляни когда, взгляни на розовый цветок, Тогда когда уже завял ея листок: И красота твоя, подобно ей, завянет. Не трать своих ты дней, доколь ты нестара, И знай, что на тебя никто тогда не взглянет, Когда, как розы сей, пройдет твоя пора. Летите, мои вздохи, вы к той, кого люблю Летите, мои вздохи, вы к той, кого люблю, И горесть опишите, скажите, как терплю; Останьтесь в ея сердце, смягчите гордый взгляд И после прилетите опять ко мне назад; Но только принесите приятную мне весть, Скажите, что еще мне любить надежда есть. Я нрав такой имею, чтоб долго не вздыхать, Хороших в свете много, другую льзя сыскать. ПЕСНЯ Ты сердце полонила, Надежду подала И то переменила, Надежду отняла. Лишаяся приязни, Я всё тобой гублю. Достоин ли я казни, Что я тебя люблю? Я рвусь, изнемогая; Взгляни на скорбь мою, Взгляни, моя драгая, На слезы, кои лью! Дня светла ненавижу, С тоскою спать ложусь, Во сне тебя увижу - Вскричу и пробужусь. Терплю болезни люты, Любовь мою храня; Сладчайшие минуты Сокрылись от меня. Не буду больше числить Я радостей себе, Хотя и буду мыслить Я вечно о тебе. |